# جری کلینتون
جری کلینتون (انگلیسی: Jerry Clinton) جروم (جری) رایت کلینتون (۱۹۳۷–۷ نوامبر ۲۰۰۳)، دانشمند فردوسی‌شناس و استاد زبان و ادبیات فارسی در دانشگاه پرینستون بود. استاد کلینتون در سان خوزه کالیفرنیا متولد شد.
وی از دانشگاه استنفورد فارغ‌التحصیل شد و کارشناسی ارشد خود را در زبان انگلیسی و ادبیات آمریکا در دانشگاه پنسیلوانیا دریافت کرد، دو سال در سپاه صلح در ایران به سر برد، و دکترای خود را در ادبیات فارسی و عربی از دانشگاه میشیگان دریافت کرد. او در سال ۱۹۷۰ جایی که او پژوهش پایان‌نامه خود را انجام داد به ایران بازگشت و مدرک خود را در سال ۱۹۷۲ تکمیل نمود.

## آثار و فعالیت
پس از تدریس در دانشگاه مینه سوتا و کارگردانی مرکز تهران از مؤسسه آمریکایی مطالعات ایران، او در سال ۱۹۷۴ به سمت استاد فارسی در دانشگاه پرینستون منصوب شد. او برای بیست و هشت سال تا زمان بازنشستگی در سال ۲۰۰۲ در گروه مطالعات خاور نزدیک تدریس کرد.
کلینتون بسیاری از مقالات و آثار خود را در زمینه ادبیات کلاسیک فارسی انجام داد. مقاله در مدائن Mada'en دو قصیده‌ای از خاقانی(۱۹۷۶) و همچنین (II)(۱۹۷۷)، وحدت قصیده فارسی(۱۹۷۹) و جنون و درمان در ۱۰۰۱ شب: داستان شهریار و شهرزاد(۱۹۸۵) و … از جمله آثار او در علاقه به شعر و ادبیات فارسی است.
جری کلینتون یک دانشمند و مترجم از حماسه فارسی بود، ترجمه و روایت شاهنامه (کتاب پادشاهان) بیش از دو دهه یک جزء اصلی از کلاس‌های درس دانشگاه بوده‌است. مهم‌ترین آنها، تراژدی سهراب و رستم(۱۹۸۶)، و بعد گلچینی از شاهکارهای جهان منتشر شد. در سال ۲۰۰۲ تفسیر او از قسمت اسفندیار تحت عنوان در پنجه اژدها منتشر شد و موفق به کسب جایزه ترجمه فارسی لوئیس راث شد. در سال‌های اخیر، تحقیقات جری در رابطه بین متن و تصویر در نسخه‌های خطی مصور از شاهنامه متمرکز بود.

## درگذشت
استاد کلینتون روز جمعه ۷ نوامبر ۲۰۰۳ در سن ۶۶ سالگی به دلیل سرطان صفراوی درگذشت. در آگهی درگذشت وی، همکار و دوست نزدیکش استاد احمد کریمی حکاک، مطالبی در بزرگداشت و تقدیر از او نوشت.